# Station Barrhill
Barrhill is een spoorwegstation in Schotland. 